# Pilea venulosa
Pilea venulosa är en nässelväxtart som beskrevs av Carl Ludwig von Blume. Pilea venulosa ingår i släktet pileor, och familjen nässelväxter. Inga underarter finns listade i Catalogue of Life.